# 꼬마 (드라마)
《꼬마》는 1985년 7월 28일에 MBC TV에서 방영되었던 베스트셀러극장이다.

## 줄거리
무역회사 과장대리인 기태(정상철)는 어느 날 출근준비를 하다가 이상한 꼬마소녀(권경화)를 만난다. 이 소녀가 기태의 차에 타고 시동을 걸어 차를 훔치던 모습을 목격한 것이다. 그러나 기태는 자기 차를 훔치려던 이 소녀가 왠지 밉지 않게 생각되는데...

## 출연
- 권경화
- 정상철
- 박병훈
- 이계인
- 김광배
- 나문희
- 이수나
- 홍성민
- 국정환
- 박상조
- 한창호
- 구보석
- 윤철형
- 노경주
- 견미리